# Kościół św. Mikołaja i św. Małgorzaty w Jedlni
Kościół pw. św. Mikołaja biskupa i św. Małgorzaty męczenniczki w Jedlni – kościół katolicki w Jedlni koło Radomia. Parafia należy do Dekanatu Pionkowskiego.
Pierwotny drewniany kościół został ufundowany w XIV wieku przez króla Władysława Jagiełłę.
Budowę murowanego kościoła rozpoczęto w latach 1790–1792 z fundacji króla Stanisława Augusta Poniatowskiego, według projektu Jana Kantego Fontany. Budowę zakończył natomiast w 1834 arch. Jakub Kubicki.
Kościół był pierwotnie klasycystyczny, obecnie w wyniku przebudowy jest neorenesansowy, trójnawowy, bazylikowy. Wyposażenie jest starsze, barokowe. Obecny wygląd jest wynikiem przebudowy świątyni w latach 1898–1901 według projektu warszawskiego architekta Stefana Szyllera. Na fasadzie kościoła widnieje data ukończenia budowy świątyni – 1901.
Kapliczka z końca XVIII wieku, murowana, na czterech okrągłych słupach, z rzeźbą św. Jana Nepomucena. Zachował się jeden dzwon gotycki oraz drugi z datą 1580.

## Galeria

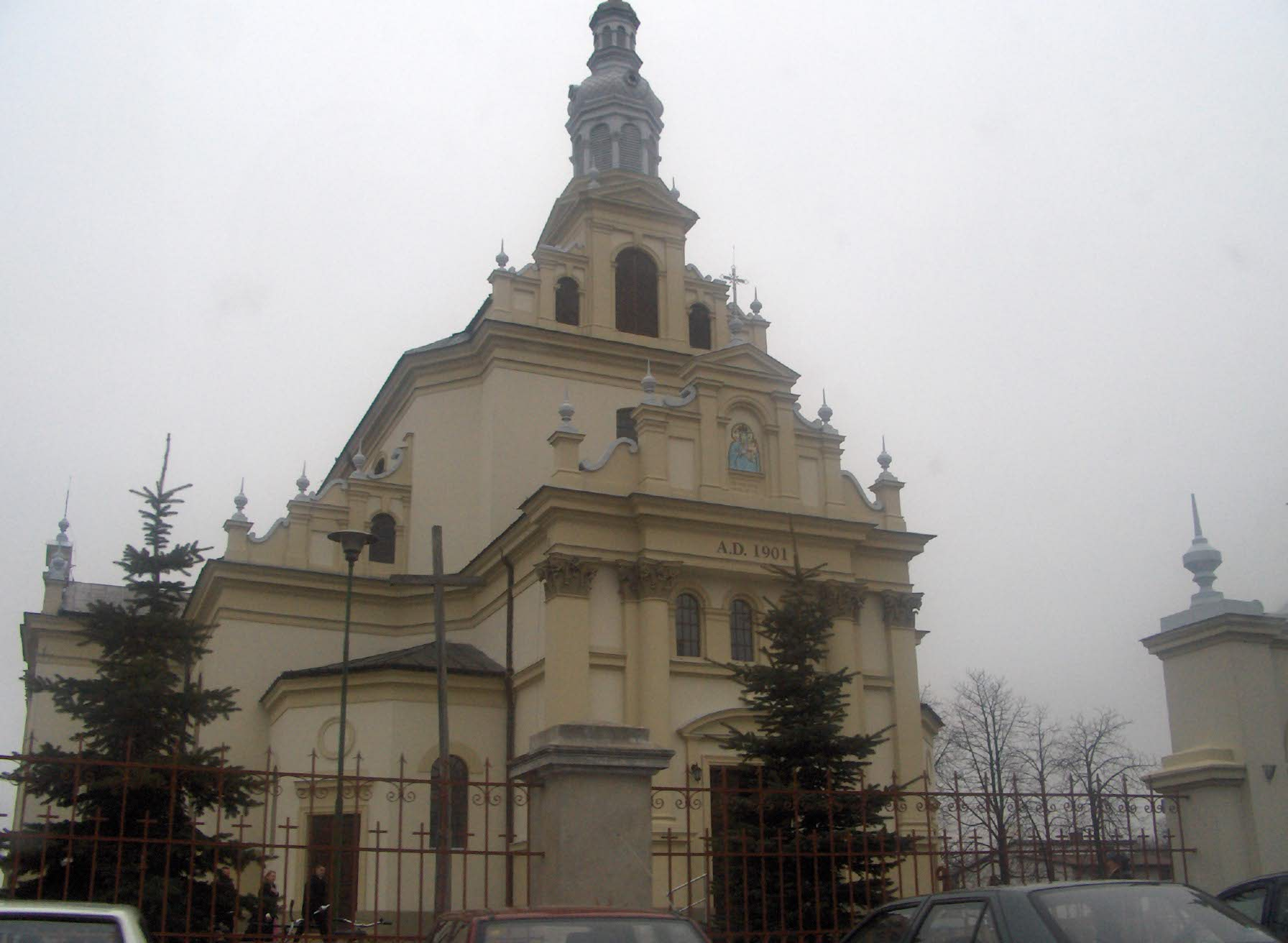
Kościół parafialny pw. św. Mikołaja i św. Małgorzaty w Jedlni
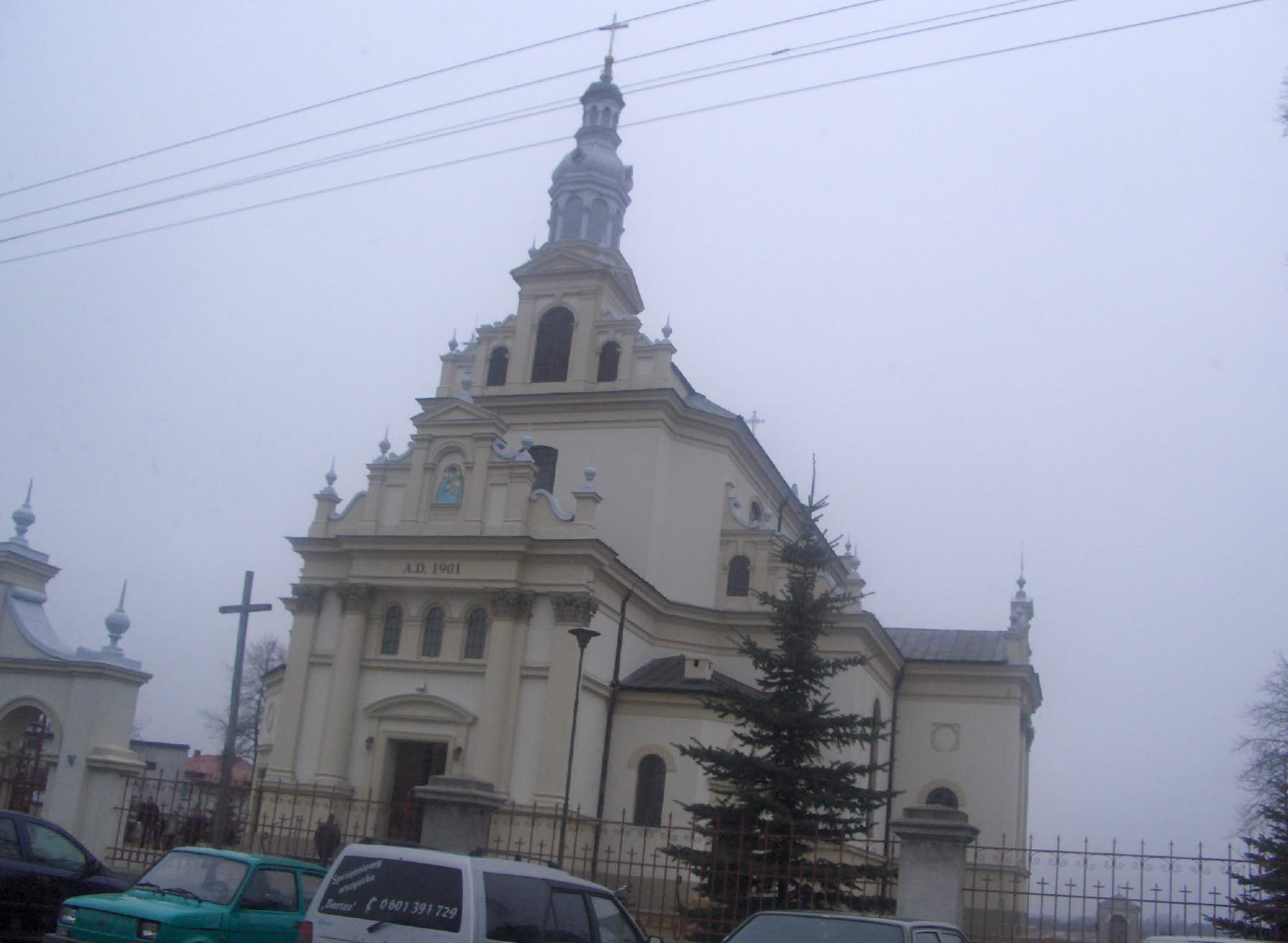
Kościół parafialny pw. św. Mikołaja i św. Małgorzaty w Jedlni
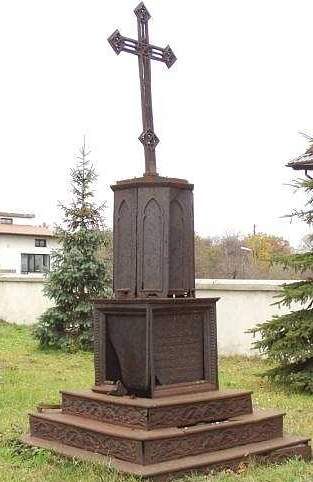
Krzyż nieopodal kościelnego placu w Jedlni
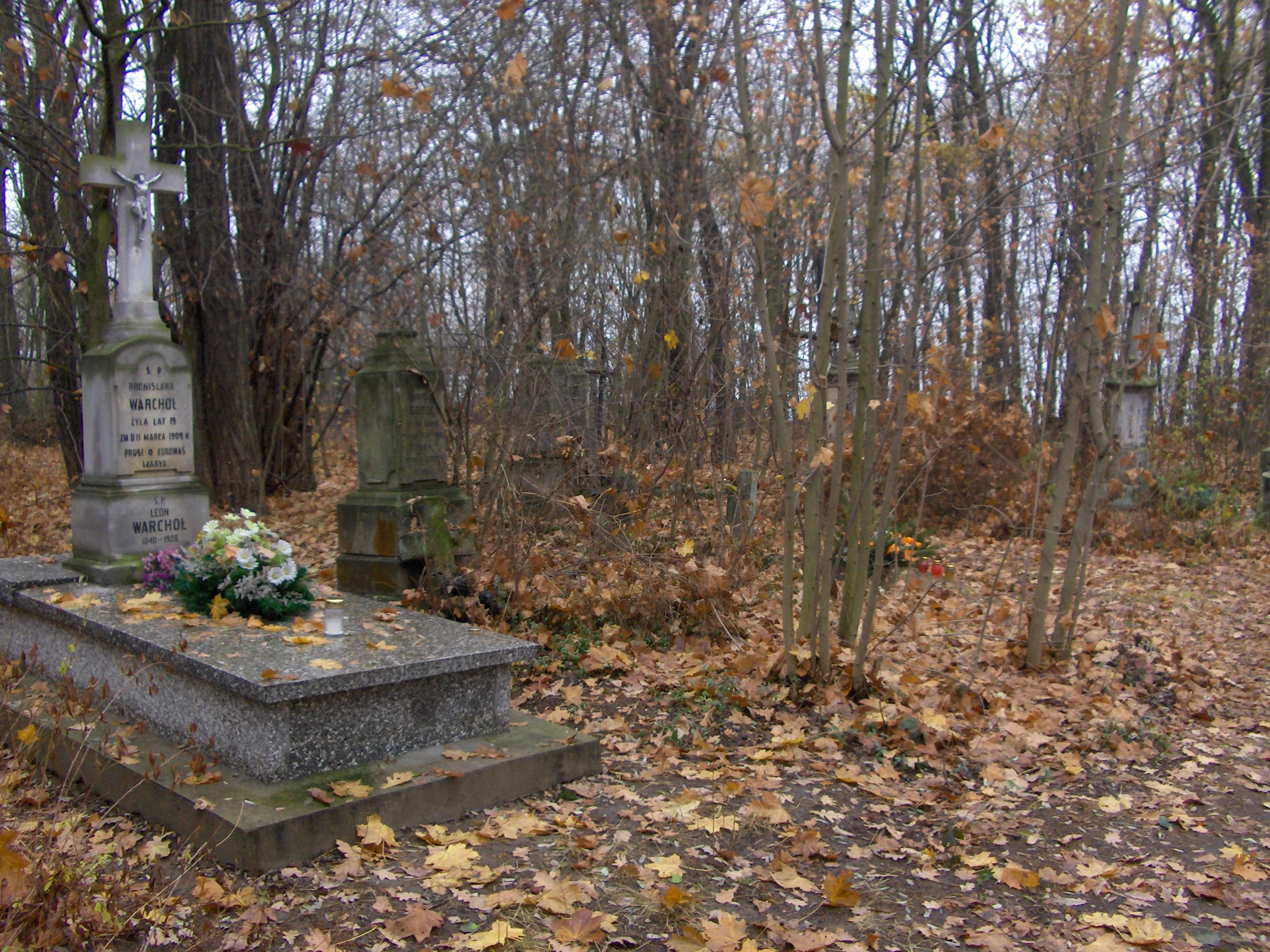
Stary cmentarz w Jedlni- obecnie nie odprawia się tam pochówków
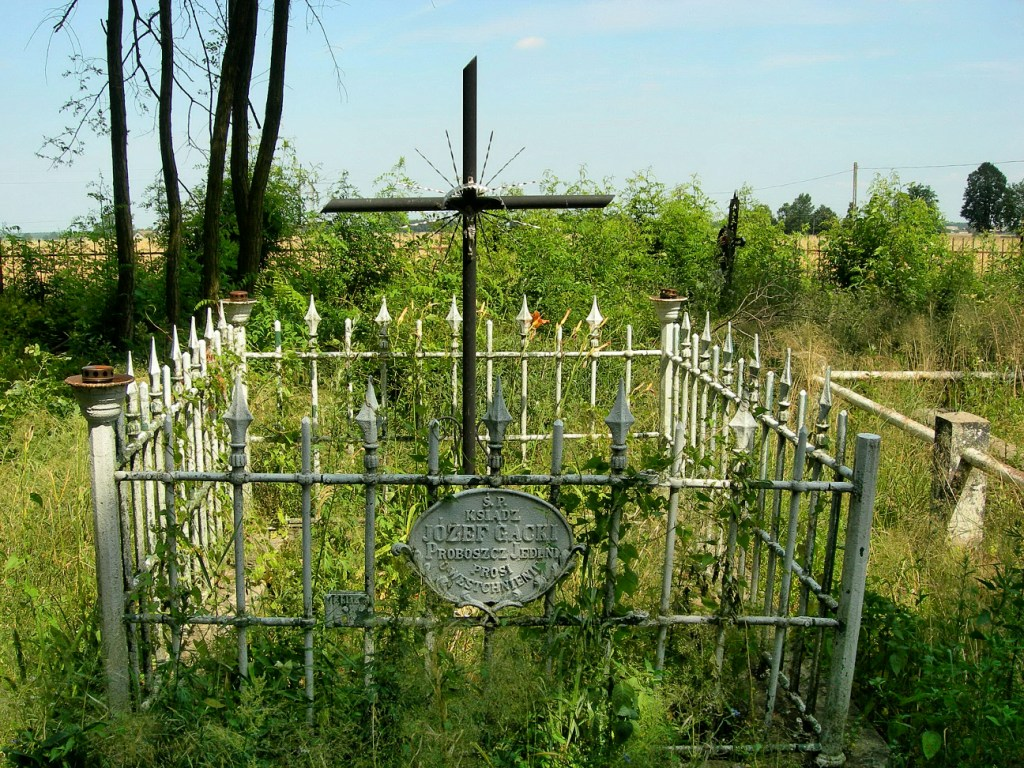
Mogiła ks. Józefa Gackiego
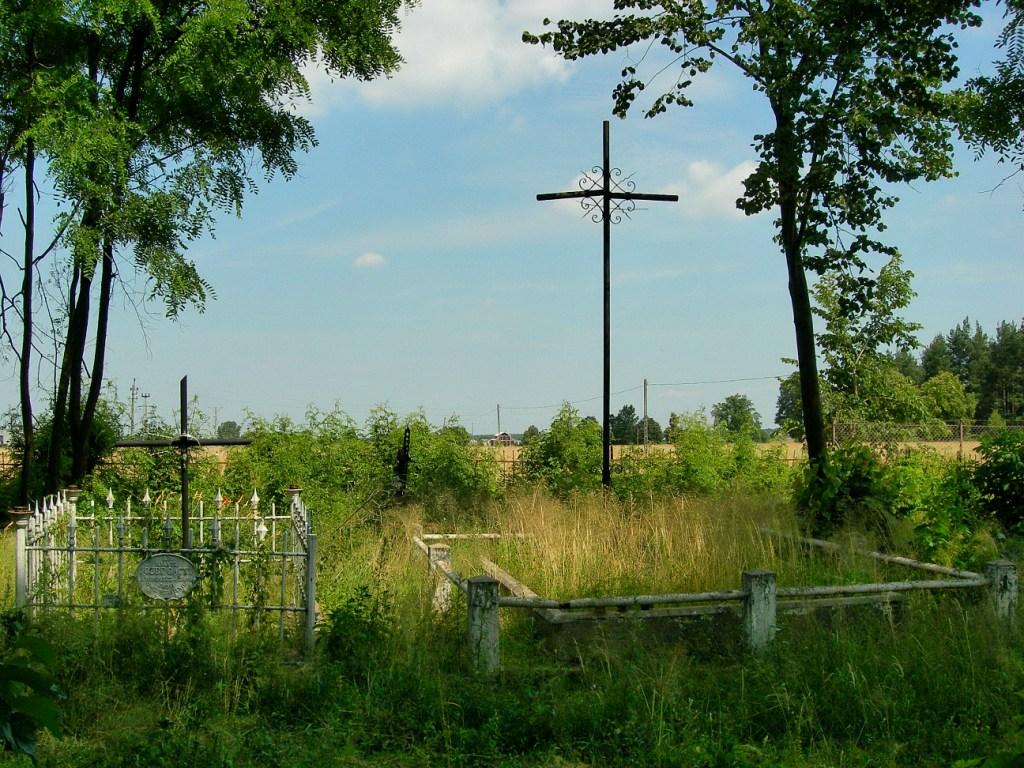
Mogiła ks. Józefa Gackiego obok zbiorowej mogiły powstańców styczniowych
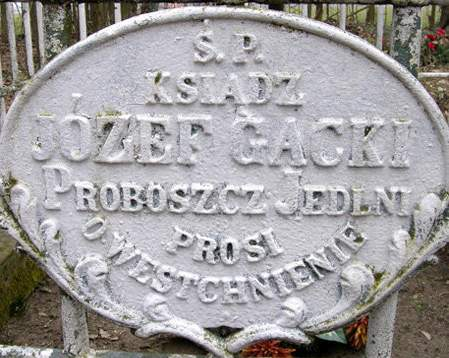
Tablica żeliwna przy nagrobku ks. Józefa Gackiego
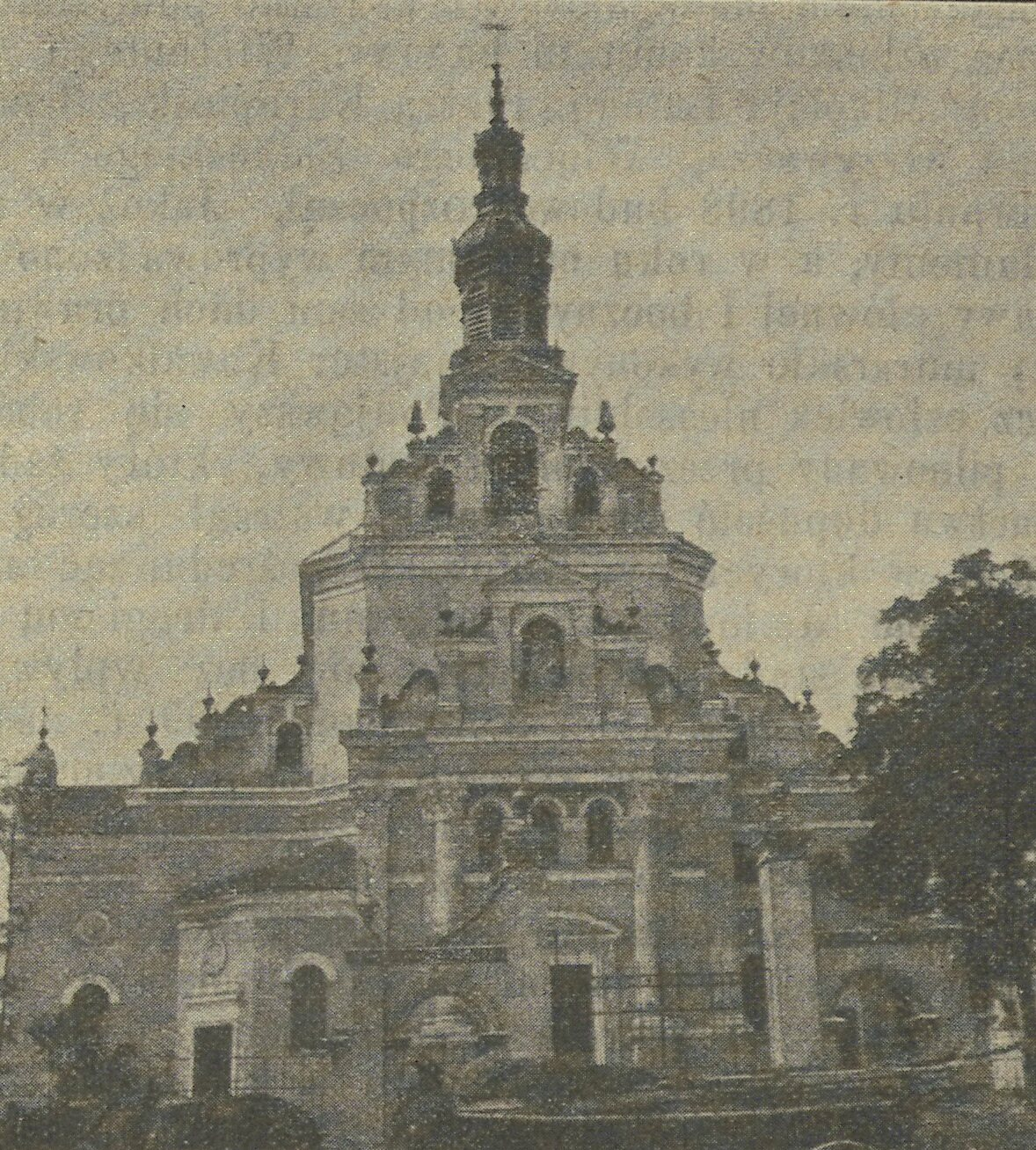
Kościół przed 1913